# جون إف. كينيدي
جون إف. كينيدي هو سياسي أمريكي، ولد في 20 أغسطس 1965. نشط حزبياً في الحزب الجمهوري.